# Le Plessis-Belleville
Pour les articles homonymes, voir Le Plessis et Belleville.
Le Plessis-Belleville est une commune française située dans le département de l'Oise, en région Hauts-de-France.

## Géographie
| Ermenonville | Montagny-Sainte-Félicité | Silly-le-Long               |
| Ève          | Plessis-Belleville       |                             |
|              | Lagny-le-Sec             | Saint-Pathus Seine-et-Marne |

### Hydrographie
La commune est située dans le bassin Seine-Normandie. Elle n'est drainée par aucun cours d'eau,.

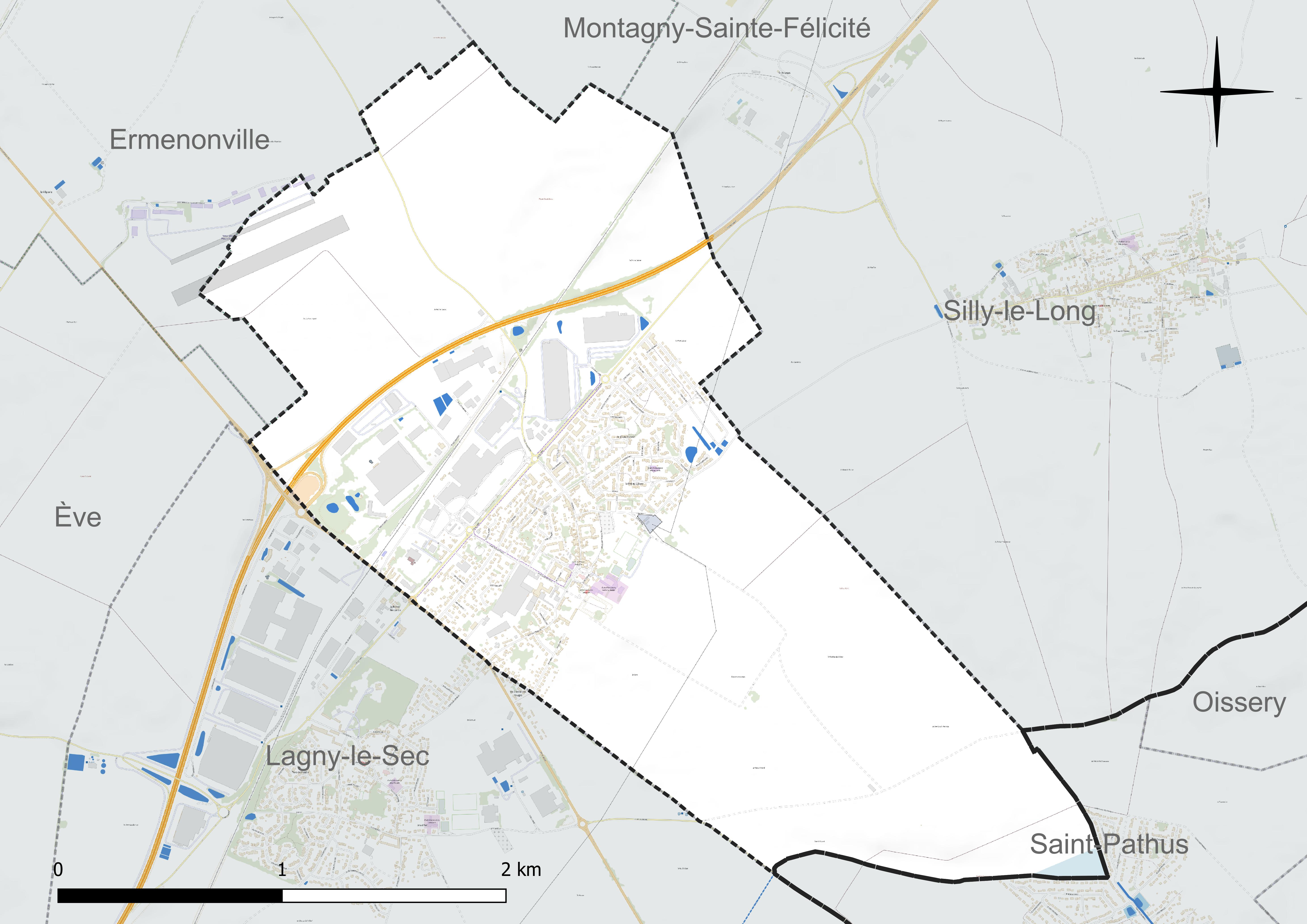
Réseau hydrographique du Plessis-Belleville.

### Climat
Le climat qui caractérise la commune est qualifié, en 2010, de « climat océanique dégradé des plaines du Centre et du Nord », selon la typologie des climats de la France qui compte alors huit grands types de climats en métropole. En 2020, la commune ressort du type « climat océanique altéré » dans la classification établie par Météo-France, qui ne compte désormais, en première approche, que cinq grands types de climats en métropole. Il s'agit d'une zone de transition entre le climat océanique, le climat de montagne et le climat semi-continental. Les écarts de température entre hiver et été augmentent avec l'éloignement de la mer. La pluviométrie est plus faible qu'en bord de mer, sauf aux abords des reliefs.
Les paramètres climatiques qui ont permis d'établir la typologie de 2010 comportent six variables pour les températures et huit pour les précipitations, dont les valeurs correspondent à la normale 1971-2000. Les sept principales variables caractérisant la commune sont présentées dans l'encadré ci-après.
| Paramètres climatiques communaux sur la période 1971-2000 - Moyenne annuelle de température : 11,1 °C - Nombre de jours avec une température inférieure à −5 °C : 2,6 j - Nombre de jours avec une température supérieure à 30 °C : 3,4 j - Amplitude thermique annuelle : 15,2 °C - Cumuls annuels de précipitation : 710 mm - Nombre de jours de précipitation en janvier : 11 j - Nombre de jours de précipitation en juillet : 8 j |

Avec le changement climatique, ces variables ont évolué. Une étude réalisée en 2014 par la Direction générale de l'Énergie et du Climat complétée par des études régionales prévoit en effet que la  température moyenne devrait croître et la pluviométrie moyenne baisser, avec toutefois de fortes variations régionales. La station météorologique de Météo-France installée sur la commune et en service de 1964 à 1990 permet de connaître l'évolution des indicateurs météorologiques. Le tableau détaillé pour la période 1981-2010 est présenté ci-après.
| Mois                                  | jan.             | fév.             | mars            | avril         | mai             | juin          | jui.          | août            | sep.          | oct.            | nov.            | déc.            | année      |
| ------------------------------------- | ---------------- | ---------------- | --------------- | ------------- | --------------- | ------------- | ------------- | --------------- | ------------- | --------------- | --------------- | --------------- | ---------- |
| Température minimale moyenne (°C)     | 0,3              | −0,1             | 3,1             | 4,7           | 8,6             | 11,4          | 13            | 12,9            | 10,3          | 8               | 3,7             | 2,1             | 6,5        |
| Température moyenne (°C)              | 2,8              | 3,1              | 6,8             | 9,3           | 13,5            | 16,3          | 18,6          | 18,2            | 15,3          | 11,8            | 6,7             | 4,4             | 10,6       |
| Température maximale moyenne (°C)     | 5,4              | 6,4              | 10,4            | 13,9          | 18,4            | 21,1          | 24,1          | 23,6            | 20,2          | 15,6            | 9,6             | 6,8             | 14,7       |
| Record de froid (°C) date du record   | −19,4 17.01.1985 | −12,3 10.02.1986 | −11 07.03.1971  | −4 13.04.1986 | −1,5 03.05.1967 | 4 13.06.1978  | 4 05.07.1964  | 4,5 28.08.1979  | 2 19.09.1977  | −4,2 30.10.1985 | −7,5 26.11.1989 | −14 31.12.1970  | −19,4 1985 |
| Record de chaleur (°C) date du record | 14 05.01.1983    | 19 24.02.1990    | 23,3 29.03.1989 | 26 30.04.1966 | 31 13.05.1965   | 35 11.06.1964 | 37 17.07.1964 | 38,5 25.08.1964 | 34 13.09.1964 | 30 02.10.1964   | 19 09.11.1983   | 16,6 16.12.1989 | 38,5 1964  |
| Précipitations (mm)                   | 64,5             | 51,2             | 60,7            | 55,7          | 67,6            | 65,1          | 60,7          | 58,4            | 60,5          | 70,5            | 61,9            | 73,7            | 750,5      |

## Urbanisme

### Typologie
Au 1er janvier 2024, Le Plessis-Belleville est catégorisée petite ville, selon la nouvelle grille communale de densité à sept niveaux définie par l'Insee en 2022.
Elle appartient à l'unité urbaine de Le Plessis-Belleville, une agglomération intra-départementale regroupant deux  communes, dont elle est ville-centre,,. Par ailleurs la commune fait partie de l'aire d'attraction de Paris, dont elle est une commune de la couronne,. 

### Occupation des sols
L'occupation des sols de la commune, telle qu'elle ressort de la base de données européenne d'occupation biophysique des sols Corine Land Cover (CLC), est marquée par l'importance des territoires agricoles (69,4 % en 2018), en diminution par rapport à 1990 (78,7 %). La répartition détaillée en 2018 est la suivante : 
terres arables (69,4 %), zones industrielles ou commerciales et réseaux de communication (17,1 %), zones urbanisées (11,8 %), espaces verts artificialisés, non agricoles (1,8 %). L'évolution de l'occupation des sols de la commune et de ses infrastructures peut être observée sur les différentes représentations cartographiques du territoire : la carte de Cassini (XVIIIe siècle), la carte d'état-major (1820-1866) et les cartes ou photos aériennes de l'IGN pour la période actuelle (1950 à aujourd'hui).

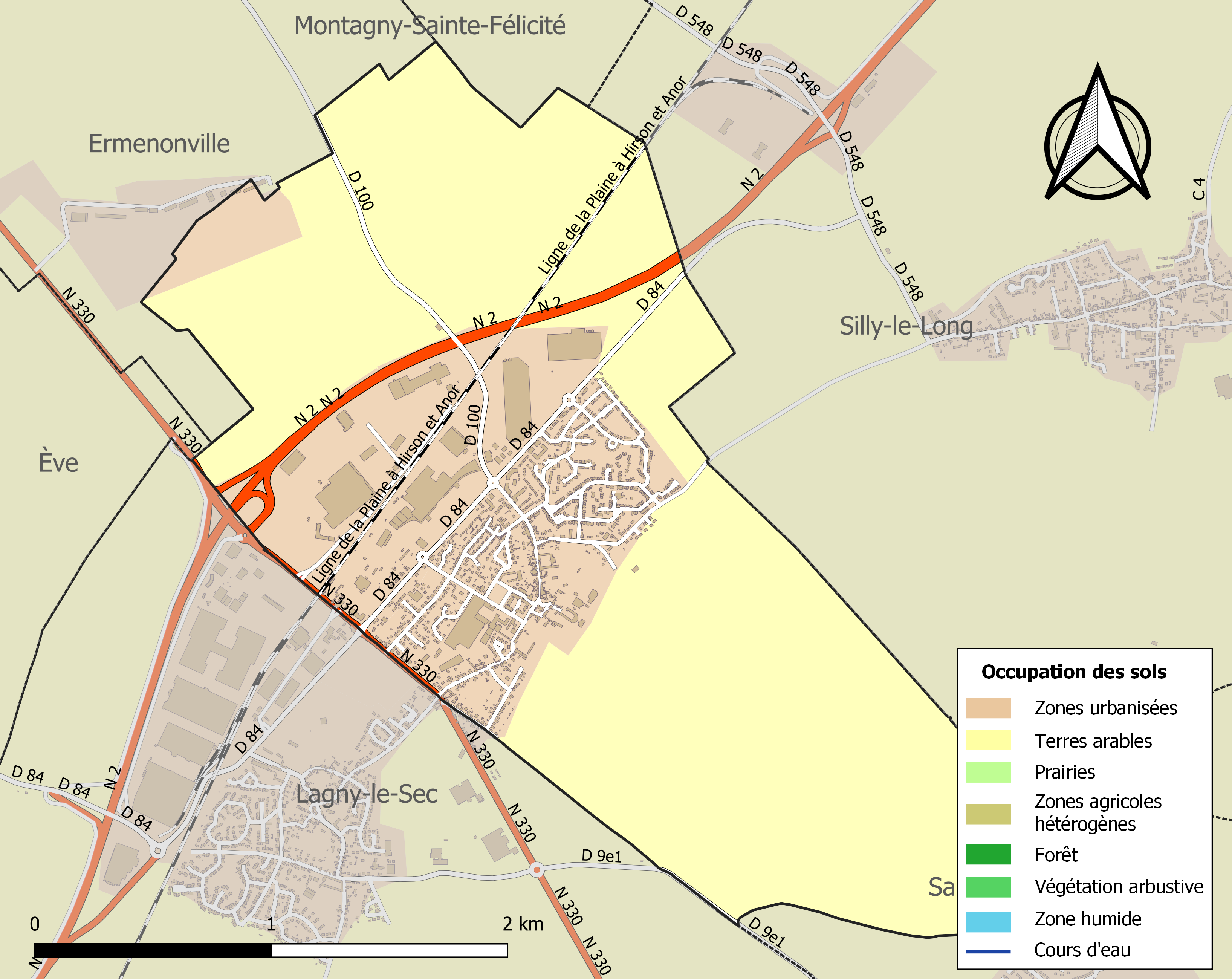
Carte des infrastructures et de l'occupation des sols de la commune en 2018 (CLC).

### Voies de communication et transports
La commune est desservie par la gare du Plessis-Belleville, située sur la ligne de La Plaine à Hirson et Anor (frontière) et desservie par les trains de la ligne K du Transilien effectuant des missions entre les gares de Paris-Nord et de Crépy-en-Valois ainsi que par des trains TER Hauts-de-France effectuant des missions entre les gares de Paris-Nord et de Laon.
La commune est desservie, en 2023, par les lignes 636, 6214, 6403, 6411 et 6448 du réseau interurbain de l'Oise. Le Plessis-Belleville est également desservie par les lignes 704 et 714 du réseau de bus Roissy Est,.
Elle dispose par ailleurs d'un aérodrome.

## Toponymie
Attestée sous les formes De Plexato en 1082, Plexetum vers 1200, Plesseium vers 1210,  Plessis en 1251,  Dou Plesier en 1277, Plessetum en 1294.
Le Plessis : forteresse défendue par des arbres attachés les uns aux autres, lieu ou un terrain clos à l'aide de haies ou d'éléments faits de branches tressées entrelacées. 
Belleville : il s'agit d'une Bella Villa, un « beau domaine ».

## Histoire

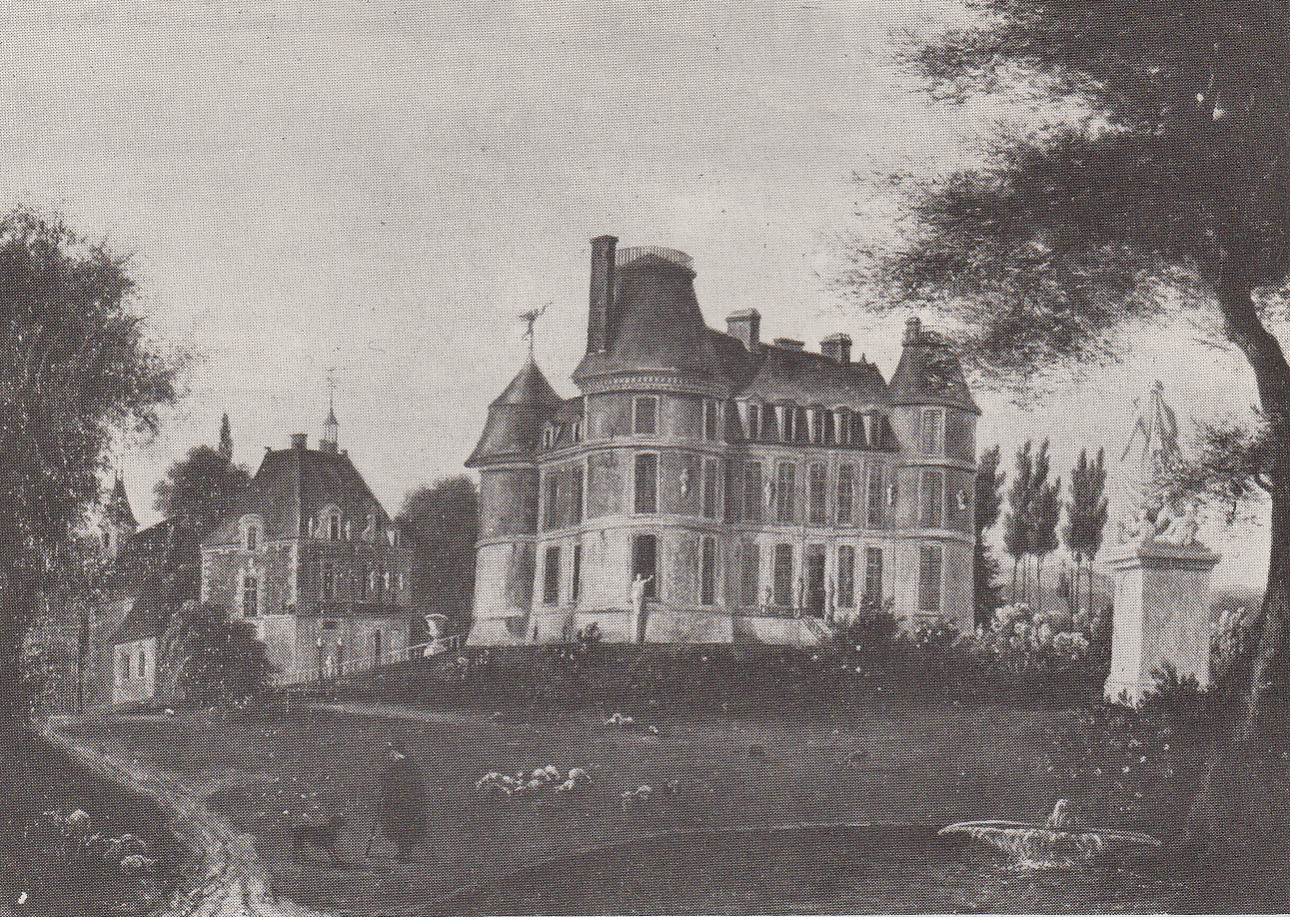
L'ancien château.

En 1476, Jacques de Conflans se dit seigneur du Plessis-le-Vicomte-en-Multien.
Le fief relevait de la seigneurie d'Ermenonville. Il appartenait en 1663 au trésorier de France, Claude Guénégaud, qui y construisit un château dont il ne reste plus de trace.
Le Groupe des divisions d'entraînement (GDE) de l'aviation se trouvait sur la commune lors de la Première Guerre mondiale.

## Héraldique
| Blason de Plessis-Belleville (Le) | Blason  | Parti : au 1er de gueules à l'écrou d'argent ombré de sable posé en perspective et traversé par trois épis de blé d'or, au 2e d'or au plan cadastral de la commune de sinople et de tenné ; le tout sommé d'un chef d'azur chargé du château du lieu d'argent ouvert et ajouré de sable. |
| Blason de Plessis-Belleville (Le) | Détails | Le statut officiel du blason reste à déterminer. |

## Politique et administration

### Liste des maires
| Période                                  | Période                       | Identité           | Étiquette | Qualité                                             |
| ---------------------------------------- | ----------------------------- | ------------------ | --------- | --------------------------------------------------- |
| Les données manquantes sont à compléter. |                               |                    |           |                                                     |
| mars 1977                                | mars 2001                     | Daniel Wattier     | PS        |                                                     |
| mars 2001                                | En cours (au 10 juillet 2020) | Dominique Smaguine | DVG       | Cadre d'exploitation Réélu pour le mandat 2020-2026 |

## Population et société

### Démographie

#### Évolution démographique
L'évolution du nombre d'habitants est connue à travers les recensements de la population effectués dans la commune depuis 1793. Pour les communes de moins de 10 000 habitants, une enquête de recensement portant sur toute la population est réalisée tous les cinq ans, les populations de référence des années intermédiaires étant quant à elles estimées par interpolation ou extrapolation. Pour la commune, le premier recensement exhaustif entrant dans le cadre du nouveau dispositif a été réalisé en 2004.

En 2022, la commune comptait 3 822 habitants, en évolution de +19,66 % par rapport à 2016 (Oise : +0,87 %, France hors Mayotte : +2,11 %).
| 1793 | 1800 | 1806 | 1821 | 1831 | 1836 | 1841 | 1846 | 1851 |
| ---- | ---- | ---- | ---- | ---- | ---- | ---- | ---- | ---- |
| 364  | 338  | 324  | 297  | 292  | 277  | 278  | 297  | 301  |

| 1856 | 1861 | 1866 | 1872 | 1876 | 1881 | 1886 | 1891 | 1896 |
| ---- | ---- | ---- | ---- | ---- | ---- | ---- | ---- | ---- |
| 281  | 303  | 326  | 385  | 312  | 319  | 314  | 337  | 370  |

| 1901 | 1906 | 1911 | 1921 | 1926 | 1931 | 1936 | 1946 | 1954 |
| ---- | ---- | ---- | ---- | ---- | ---- | ---- | ---- | ---- |
| 365  | 377  | 380  | 421  | 440  | 474  | 432  | 467  | 560  |

| 1962  | 1968  | 1975  | 1982  | 1990  | 1999  | 2004  | 2006  | 2009  |
| ----- | ----- | ----- | ----- | ----- | ----- | ----- | ----- | ----- |
| 1 016 | 1 177 | 1 474 | 1 816 | 2 580 | 2 806 | 3 061 | 3 032 | 3 208 |

| 2014  | 2019  | 2022  | - | - | - | - | - | - |
| ----- | ----- | ----- | - | - | - | - | - | - |
| 3 230 | 3 833 | 3 822 | - | - | - | - | - | - |

#### Pyramide des âges
La population de la commune est relativement jeune.
En 2018, le taux de personnes d'un âge inférieur à 30 ans s'élève à 40,0 %, soit au-dessus de la moyenne départementale (37,3 %). À l'inverse, le taux de personnes d'âge supérieur à 60 ans est de 17,0 % la même année, alors qu'il est de 22,8 % au niveau départemental.
En 2018, la commune comptait 1 781 hommes pour 1 839 femmes, soit un taux de 50,8 % de femmes, légèrement inférieur au taux départemental (51,11 %).
Les pyramides des âges de la commune et du département s'établissent comme suit.
| Hommes | Classe d’âge | Femmes |
| ------ | ------------ | ------ |
| 0,4    | 90 ou +      | 0,7    |
| 2,9    | 75-89 ans    | 4,5    |
| 12,1   | 60-74 ans    | 13,3   |
| 20,1   | 45-59 ans    | 19,5   |
| 22,9   | 30-44 ans    | 23,4   |
| 19,2   | 15-29 ans    | 18,8   |
| 22,3   | 0-14 ans     | 19,8   |

| Hommes | Classe d’âge | Femmes |
| ------ | ------------ | ------ |
| 0,5    | 90 ou +      | 1,4    |
| 5,5    | 75-89 ans    | 7,6    |
| 15,6   | 60-74 ans    | 16,3   |
| 20,8   | 45-59 ans    | 20     |
| 19,4   | 30-44 ans    | 19,4   |
| 17,6   | 15-29 ans    | 16,2   |
| 20,6   | 0-14 ans     | 19,1   |

### Économie
À partir des années 1950 le développement de la firme Poclain associera le nom du Plessis-Belleville à la construction de pelles hydrauliques dont la renommée sera mondiale.

## Lieux de mémoire et monuments
- Ancien château du Plessis-Belleville. De ce château de la Renaissance, il ne reste que les douves qui sont accessibles derrière la mairie et aux heures d'ouverture de celle-ci.
- Église Saint-Jean-Baptiste, construite vers 1865[27].

Ville fleurie : trois fleurs attribuée en 2007 par le Conseil des Villes et Villages Fleuris de France au Concours des villes et villages fleuris.

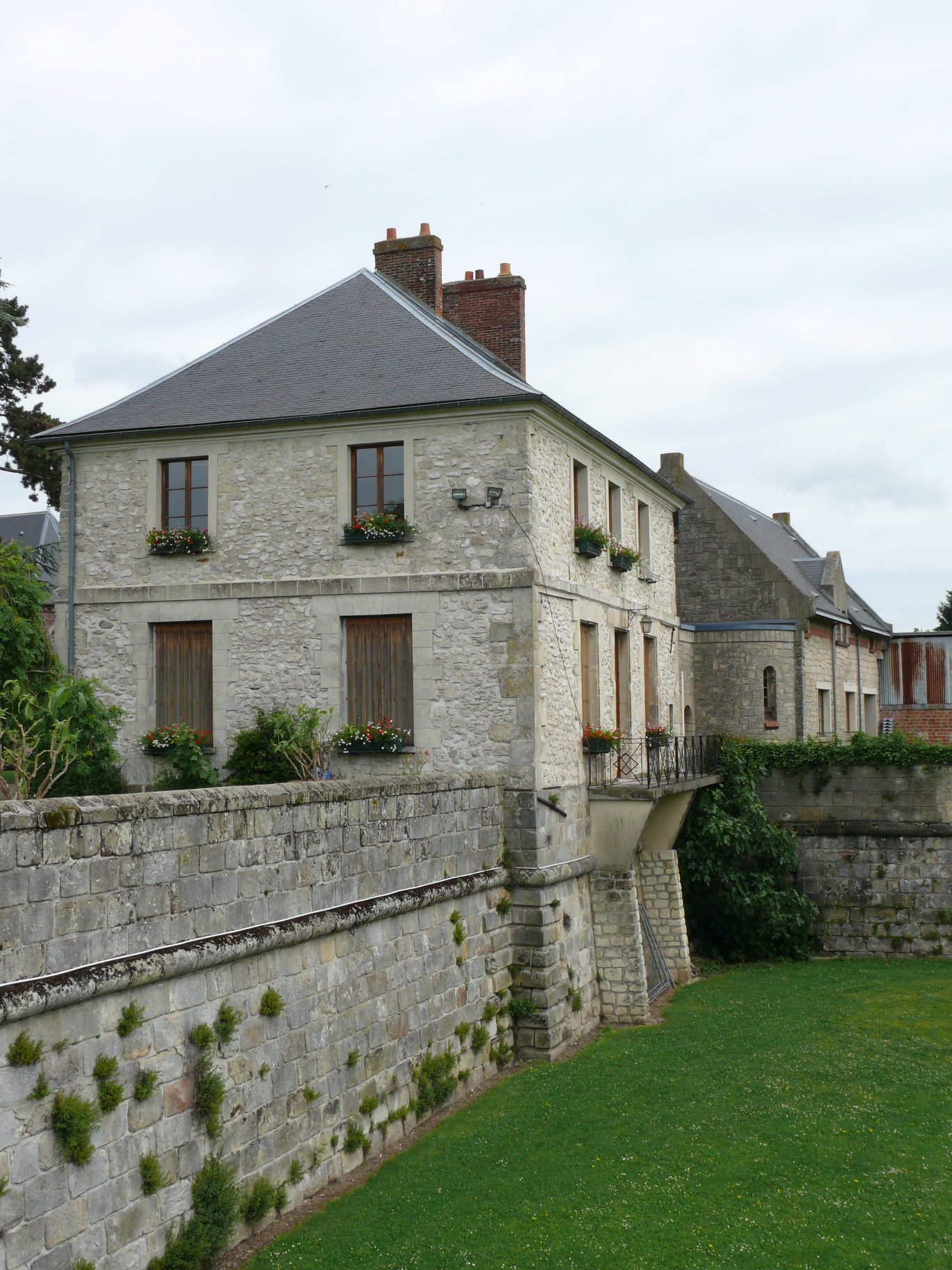
Les douves de l'ancien château.
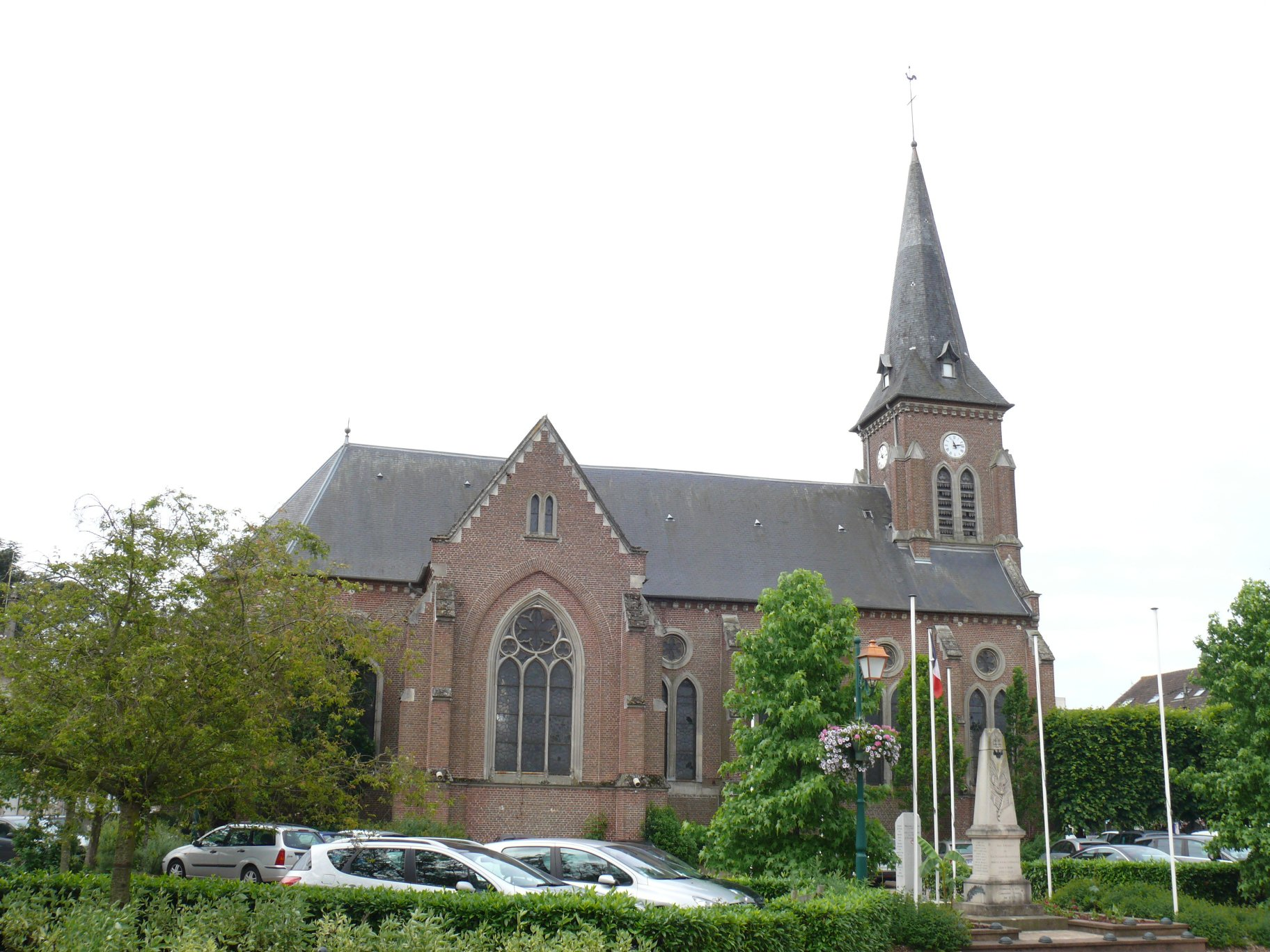
L'église Saint-Jean-Baptiste (extérieur).
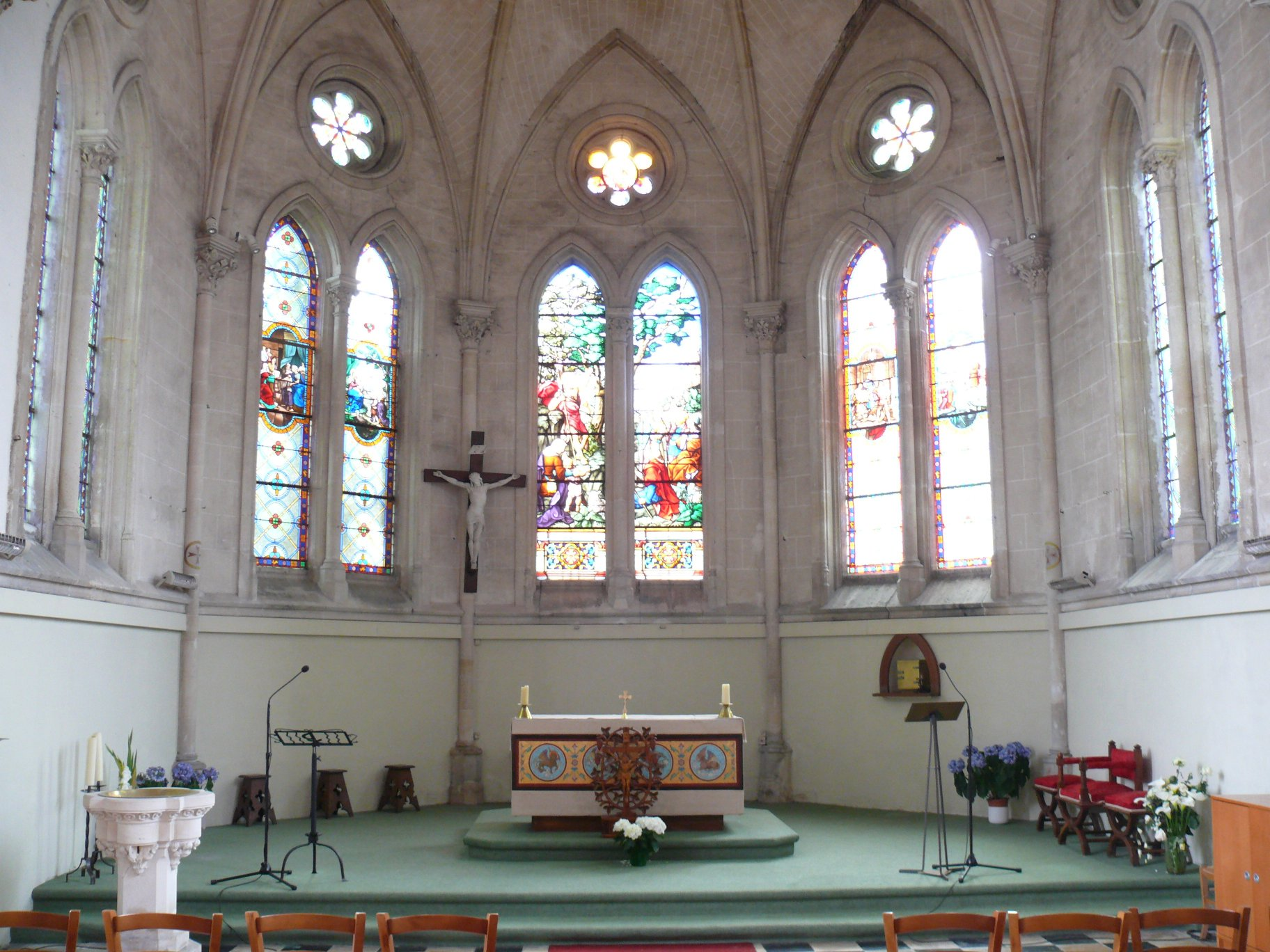
L'église Saint-Jean-Baptiste (intérieur).
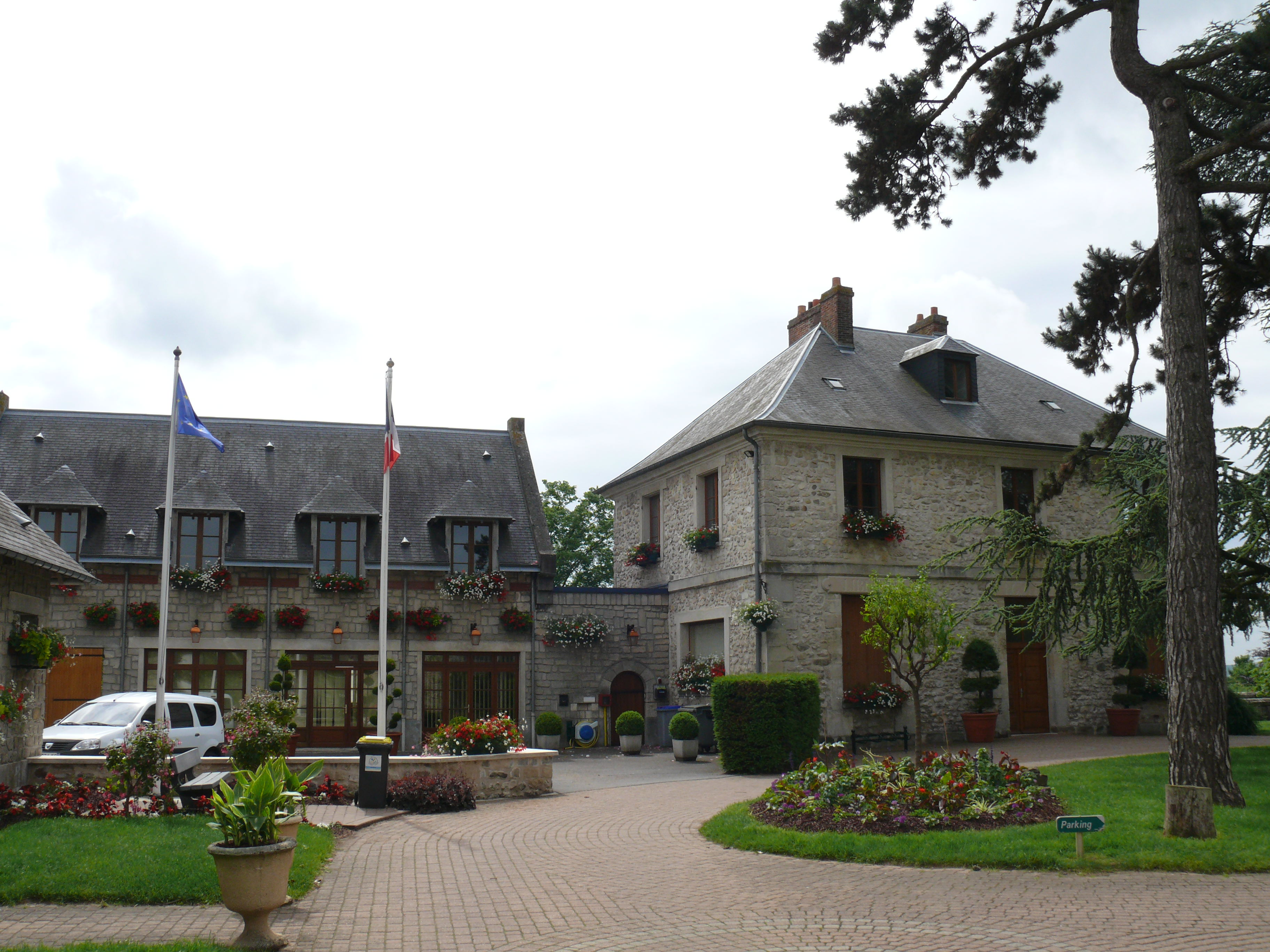
La mairie.

## Personnalités liées à la commune
- Gabriel de Guénégaud (mort en 1638), trésorier de l'épargne de France.
- Henri du Plessis-Guénégaud (vers 1609-1676), homme politique, secrétaire d'État de la Maison du Roi.
- Marie-Thérèse Levasseur, née à Orléans en 1721, devenue, en 1768, l'épouse de Jean-Jacques Rousseau ; morte au Plessis-Belleville le 12 juillet 1801.
- Jean-Jacques-Régis de Cambacérès (1753-1824), duc de Parme, archichancelier de l'Empire, possédait une vaste propriété au Plessis-Belleville.
- Georges Bataille (1897-1975), créateur de la marque Poclain.

## Littérature
L'écrivain Pierre Gamarra a situé une nouvelle au Plessis-Bellevile : Mort d'un bouvier, histoire conçue en 1956 après un reportage qu'il avait fait dans la région.